# Pappobolus
Pappobolus es un género de plantas con flores perteneciente a la familia  Asteraceae.  Comprende 46 especies descritas y de estas, solo 23 aceptadas.

## Taxonomía
El género fue descrito por Sidney Fay Blake y publicado en Hooker's Icones Plantarum , pl. 3057. 1916.

## Especies aceptadas
A continuación se brinda un listado de las especies del género Pappobolus aceptadas hasta julio de 2012, ordenadas alfabéticamente. Para cada una se indica el nombre binomial seguido del autor, abreviado según las convenciones y usos.
- Pappobolus acuminatus (S.F.Blake) Panero
- Pappobolus acutifolia (S.F.Blake) Panero
- Pappobolus argenteus Panero
- Pappobolus decumbens Panero
- Pappobolus discolor (S.F.Blake) Panero
- Pappobolus hutchisonii (H.Rob.) Panero
- Pappobolus hypargyreus (S.F.Blake) Panero
- Pappobolus imbaburensis (Hieron.) Panero
- Pappobolus jelskii (Hieron.) Panero
- Pappobolus lanatus (Heiser) Panero
- Pappobolus lehmannii (Hieron.) Panero
- Pappobolus lodicatus (Cuatrec.) Panero
- Pappobolus matthewsii (Hochr.) Panero
- Pappobolus microphyllus (Kunth) Panero
- Pappobolus nigrescens (Heiser) Panero
- Pappobolus sagasteguii (H.Rob.) Panero
- Pappobolus senex (S.F.Blake) Panero
- Pappobolus smithii (Ferreyra) Panero
- Pappobolus stuebelii (Hieron.) Panero
- Pappobolus subniveus (S.F.Blake) Panero
- Pappobolus szyszylowiczii (Hieron.) Panero
- Pappobolus verbesinoides Panero
- Pappobolus viridior (S.F.Blake) Panero